# Milos
Milos (druhý pád Milu) (řecky Μήλος, starořecky Μῆλος Mélos) je řecký sopečný ostrov v Egejském moři, severně od Kréty, nejjihozápadnější ostrov v souostroví Kyklady. Spolu s blízkými neobydlenými ostrůvky tvoří stejnojmennou obec. Ostrov Milos má rozlohu 150,6 km² a obec 160,147 km². Nachází se 120 km východně od pobřeží Lakónie. Obec je součástí stejnojmenné regionální jednotky Milos. V roce 1820 zde byla objevena socha Venuše Mélské.

## Obyvatelstvo
V roce 2011 žilo v obci 4 977 obyvatel, všichni na hlavním ostrově. Hlavním městem ostrova je Milos, zatímco největším je přístav Adamas. Celý ostrov tvoří jednu obec, která se nečlení na obecní jednotky a skládá se z komunit a jednotlivých sídel, tj. měst a vesnic. V závorkách je uveden počet obyvatel jednotlivých komunit.
- obec, obecní jednotka Milos (4 977) — Adamantas (1 347), Milos (819), Pera Triovasalos (698), Triovasalos (1 240), Trypiti (873).

## Geografie
Vlastní ostrov Milos je přibližně protáhlý ze západu na východ, o délce 23 km a šířce 13 km. Na severu je velký záliv, který ostrov rozděluje na dvě části spojené 2 km širokou šíjí. Ostrov je hornatý. Nejvyšší hora Profitis Ilias v západní části ostrova je vysoká 751 metrů.